# Samuel Gerhard von Melle

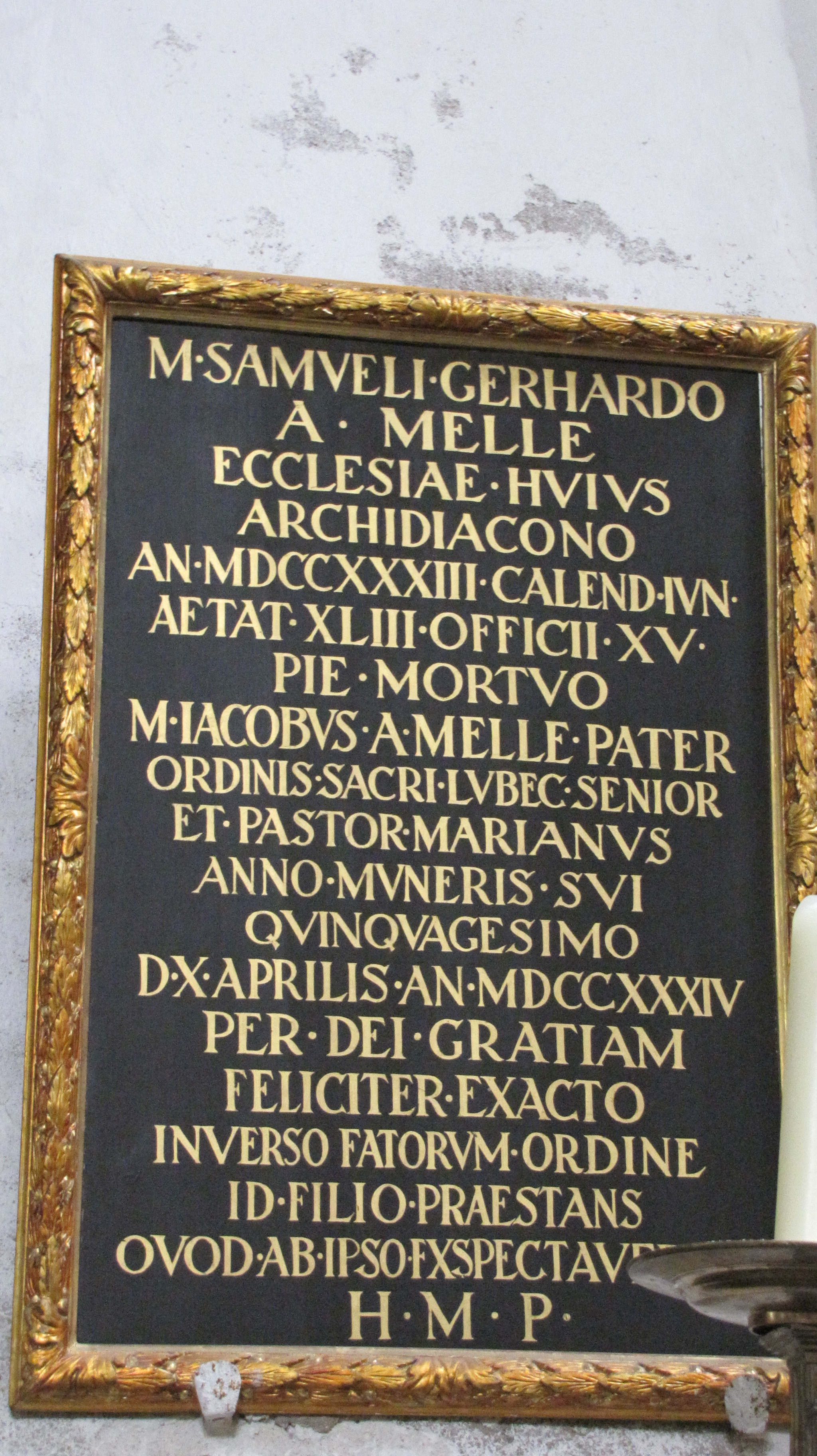
Epitaph für Samuel Gerhard von Melle in der Lübecker Aegidienkirche

Samuel Gerhard von Melle (* 29. Oktober 1690 in Lübeck; † 1. Juni 1733 ebenda) war ein deutscher lutherischer Theologe.

## Leben und Wirken
Von Melle entstammte einer Familie, die am Ende des Mittelalters aus Westphalen nach Lübeck gekommen war und hier über mehrere Generationen bedeutende Pastoren hervorbracht hatte. Sein Vater war der Hauptpastor, Senior des Geistlichen Ministeriums und Universalgelehrte Jacob von Melle. Der Arzt und Lübecker Stadtphysicus Franz Jacob von Melle war sein Bruder.
Nach dem Besuch des Katharineums, wo er 1709 die Abschlussrede hielt, unternahm er eine Reise dur Mecklenburg und Pommern und ging dann zum Studium der Theologie an die Universität Wittenberg, das er mit einer Disputation unter dem Vorsitz von Gottlieb Wernsdorf abschloss. Er wechselte an die Universität Jena und erhielt hier im gleichen Jahr unter dem Vorsitz von Michael Förtsch den Magistergrad. Anschließend ging er auf eine Grand Tour durch Holland, England, die Schweiz, Frankreich, Deutschland und Dänemark. Nach Lübeck zurückgekehrt, wurde er 1718 zum Prediger an St. Aegidien berufen; 1721 rückte er zum Archidiaconus (2. Pastor) auf und übte dieses Amt bis zu seinem frühen Tod aus. Sein Vater setzte ihm hier 1734, im Jahr seines eigenen 50-jährigen Amtsjubiläums, in Umkehrung der schicksalsüblichen Reihenfolge dem Sohn jenen Dienst erweisend, den er von ihm erwartet hätte ein Epitaph, das sich heute an der Turmwand des nördlichen Seitenschiffes befindet.
Von 1725 bis 1732 gab er gemeinsam mit Johann Henrich von Seelen und Heinrich Scharbau die gelehrte Zeitschrift Biblioteca Lubecensis in zwölf Bänden heraus.
Von Melles Sohn Johann Jacob (1721–1752) wirkte später ebenfalls als Pastor in Lübeck.

## Schriften
- De commercio Dei et hominum. Jena 1712
- Exercitatio theol. de prudentia iustorum in cavendo hoc tempore schismate circa pietatem orthodoxe docendam et rite promovendam. Wittenberg: Müller 1712
- (Hrsg.): Bibliotheca Lubecensis 1725–1732

1-4 (Digitalisat)
5-8 (Digitalisat)
9-12 (Digitalisat)